# 1694
1694 (MDCXCIV) fue un año común comenzado en viernes según el calendario gregoriano.

## Acontecimientos
- 6 de febrero: en Brasil, los portugueses destruyen la colonia de esclavos liberados Quilombo dos Palmares, sin dejar sobrevivientes. Su líder, Zumbi, fue emboscado y degollado el 20 de noviembre de 1695.
- 5 de septiembre: la localidad de Warwick (Inglaterra) fue destruida entre las 14:00 y las 20:00 por el Gran Incendio de Warwick.
- 8 de septiembre: en la región de Irpinia, Basilicata y Puglia (en el Reino de Nápoles) sucede un violento terremoto de 6,9, que dura unos 30 a 60 segundos y deja un saldo de unas 6.000 víctimas.

## Nacimientos
- 12 de noviembre: Augustine Washington, padre de George Washington (f. 1743).
- 21 de noviembre: Voltaire, filósofo francés (f. 1778).

## Fallecimientos
- 17 de mayo: Johann Michael Bach, organista y compositor alemán (n. 1648).
- 13 de septiembre: Juan Andrés Coloma, noble español (n. 1621).
- 28 de noviembre: Matsuo Bashō, poeta japonés (n. 1644).
- 30 de noviembre: Marcello Malpighi, anatomista y biólogo italiano (n. 1628).
- 28 de diciembre: María II, reina inglesa (n. 1662).
- Mariana Dávila Benavides, primera mujer que hereda el Mayorazgo de Dávila.